# Sanganee
Sanganee (født Marc Bjerregaard Sanganee) er en dansk rapper indenfor politisk hiphop. Han er opvokset i Esbjerg og har rødder i både Indien og Danmark. Hans musik er kendt for at være politisk og samfundskritisk, med fokus på emner som racisme, social ulighed og klimaændring.
Gennem en årrække arbejdede Sanganee frivilligt for Red Barnet Ungdom på et Asylcenter ved Tranum i Nordjylland. NGO'en udgav i 2017 en musikvideo optaget på asylcentret til Sanganees single Smil Til Mig.
I 2018 udgav Sanganee en EP med titlen Små Øjeblikke sammen med produceren Masta JLJ. På EP'en medvirker blandt andre Thomas T fra rap-gruppen Bumsestilen.
I 2021 udgav han sit debutalbum Lyden af Modstand, som sætter fokus på samfundets udfordringer. Albummet afspejler blandt andet Sanganees personlige erfaringer fra både Danmark og Indien, og han trækker på inspiration fra protesttraditionen indenfor hiphop.
Sanganees politiske og historiefortællende rap er blandt andet inspireret af den amerikanske rapper Tupac Shakur.
Han er medlem af Kommunistisk Parti.